# Monosulcoentomozoe
Monosulcoentomozoe is een geslacht van uitgestorven kreeftachtigen uit de klasse van de Ostracoda (mosselkreeftjes).

## Soorten
- Monosulcoentomozoe beijuntangensis (Wang, 1986) Wang (Shang-Qi), 1989 †
- Monosulcoentomozoe monosulcata Wang (Shang-Qi), 1989 †
- Monosulcoentomozoe reticulata Wang (Shang-Qi), 1989 †